# Teoría organísmica
Las teorías organísmicas en psicología son una familia de teorías psicológicas holísticas, las cuales tienden a enfatizar la organización, unidad e integración de los seres humanos, expresados a través de las tendencias al crecimiento y desarrollo inherentes a cada individuo.

## Origen
La idea de una teoría explícitamente organísmica data de, al menos, la publicación en 1934 de El organismo: un enfoque holístico a la biología, de Kurt Goldstein, cuyas propuestas se derivaban de la observación de padecimientos (patología) humanos. 
Las teorías organísmicas y la metáfora «orgánica» fueron inspiradas por enfoques organicistas en la biología. La más directa influencia proveniente de la psicología viene de la escuela Gestalt. Este enfoque es contrastado con las perspectivas mecanicistas y reduccionistas en psicología.

## Ejemplos de teorías y teóricos organísmicos
- La teoría organísmica de Kurt Goldstein[1]
- La teoría organísmica de Ludwig von Bertalanffy dentro de su teoría general de sistemas.
- Egon Brunswik.
- La teoría de desarrollo cognitivo de Jean Piaget.
- La teoría de desarrollo ortogénico de Heinz Werner.
- La teoría de la personalidad de Andras Angyal.
- La teoría holístico-dinámica de Abraham Maslow.
- El enfoque centrado en la persona de Carl Rogers.
- La terapia Gestalt de Fritz Perls y Laura Perls.
- La teoría de autodeterminación de Ed Deci y Richard Ryan.[2]